# Oliver O. Howard
Oliver Otis Howard (Leeds, 8 novembre 1830 – Burlington, 26 ottobre 1909) è stato un generale statunitense, fu un militare di carriera dell'esercito degli Stati Uniti e un generale dell'Unione nella guerra di secessione americana.
Assegnato al comando dell'XI corpo dell'Armata del Potomac sul fronte virginiano, il generale Howard venne criticato a causa della dura sconfitta subita dalle sue truppe, sorprese dalla manovra aggirante del II corpo confederato del generale Thomas Jonathan Jackson, nella fase iniziale della battaglia di Chancellorsville. Anche nel primo giorno della battaglia di Gettysburg il generale Howard si trovò in difficoltà. Impegnato in inferiorità numerica, dovette combattere una disperata battaglia difensiva cercando di guadagnare tempo e di mantenere le posizioni tatticamente più importanti: a costo di gravi perdite l'XI corpo riuscì ad evitare un crollo definitivo fino all'arrivo dei rinforzi.
Il generale Howard, tuttavia, recuperò parte della sua reputazione quando venne trasferito nel teatro di guerra occidentale, dove si distinse con successo sia come comandante di Corpo d'armata sia al comando di un'armata stessa. Dopo la guerra, comandò l'esercito nell'Ovest, conducendo una discutibile campagna contro la tribù di Nez Percé. Partecipò alla fondazione della Howard University a Washington.